# Tim Whelan
Tim Whelan (2 de novembro de 1893 — 12 de agosto de 1957) foi um ator norte-americano, escritor, produtor e diretor de cinema, mais lembrado por ter dirigido o filme de 1940, O Ladrão de BagdáBR.